# Philippe Buisson
 (juin 2025).
Motif : ne remplit pas les critères des personnalités politiques
- Archive Wikiwix
- Bing
- Cairn
- DuckDuckGo
- E. Universalis
- Gallica
- Google
- G. Books
- G. News
- G. Scholar
- Persée
- Qwant
- (zh) Baidu
- (ru) Yandex
- (wd) trouver des œuvres sur Wikidata

| 1. | Préciser le motif de la pose du bandeau. | Précisez le motif de la pose du bandeau en utilisant la syntaxe suivante : {{admissibilité à vérifier\|date=juillet 2025\|motif=remplacez ce texte par le motif}}                     |
| 2. | Informer les utilisateurs concernés.     | Pensez à avertir le créateur de l'article, par exemple, en insérant le code ci-dessous sur sa page de discussion : {{subst:avertissement admissibilité à vérifier\|Philippe Buisson}} |

Philippe Buisson, né le 24 décembre 1969 à La Rochefoucauld (Charente), est un homme politique français, ancien membre du Parti socialiste, qu'il quitte en 2021. Il est actuellement maire de Libourne depuis 2011.

## Biographie
Philippe Buisson passe la majeure partie de son enfance à Chirac. Il poursuit à Bordeaux des études scientifiques à l'université. Il s'engage dans l'humanitaire d'abord avec le Secours populaire français, dont il rejoint les instances dirigeantes, puis à partir de 1992 à travers l'organisation de convois solidaires vers Sarajevo, où il part régulièrement en mission pendant la guerre de Bosnie.
Philippe Buisson adhère au PS à 23 ans. En 1995, il codirige la campagne municipale bordelaise de celui qui deviendra son mentor en politique, Gilles Savary.
En 1997, Gilles Savary le présente à Gilbert Mitterrand qui recherche un attaché parlementaire.
Attaché parlementaire puis directeur de cabinet de Gilbert Mitterrand entre 1997 et 2008, il est candidat socialiste aux législatives de 2007 dans la 10e circonscription de la Gironde.
Conseiller régional d'Aquitaine entre 2004 et 2015, il est vice-président du conseil régional, chargé des TER en décembre 2008. Réélu conseiller régional en mars 2010, il devient porte-parole de la région Aquitaine.
En mars 2008, il est élu conseiller municipal puis adjoint au maire de Libourne.
En janvier 2010, il devient vice-président de la communauté de communes du Nord Libournais, puis de la communauté d'agglomération du Libournais en 2012, chargé des transports et de l'intermodalité.
Enfin, succédant à Gilbert Mitterrand qui a démissionné de ses fonctions, il est élu maire de Libourne par le conseil municipal le 17 novembre 2011,,.
En septembre 2013, il annonce qu'il est candidat à sa réélection en tant que maire de Libourne. Sa liste ayant obtenu 49,60 % des suffrages le 30 mars 2014, au deuxième tour des élections municipales, il est réélu maire de Libourne quelques jours après.
Le 8 avril 2014, il est élu président de la communauté d'agglomération du Libournais (Cali), succédant ainsi à Gilbert Mitterrand. Il est réélu président de la Communauté d'agglomération du Libournais le 9 janvier 2017 à la suite de la fusion-extension de cette intercommunalité.
De juillet 2014 jusqu’à la fin du mandat de François Hollande, Philippe Buisson est conseiller à l'Élysée au sein du pôle communication en devenant ainsi « l'œil de province du président ».
En 2017, il soutient Emmanuel Macron pour l'élection présidentielle,.
Candidat à sa succession aux municipales de 2020, sa liste d’ouverture (avec des membres du PS, LREM, EELV, PCF et des non inscrits de diverses sensibilités) est élue dès le 1er tour le 15 mars 2020 récoltant 56,6 % des suffrages exprimés. Il est réélu maire de Libourne le 25 mai 2020 au sortir de la période de confinement liée à la crise du Covid-19. Le 10 juillet 2020, il est réélu président de la communauté d'agglomération du Libournais à 71 voix sur 74 par les conseillers communautaires représentant les 45 communes membres de l’intercommunalité.
Son mandat de maire de 2013 à 2020 marque la revitalisation du centre-ville de Libourne sous l’impulsion du projet urbain « Libourne 2025 ». Le réaménagement des quais, la rénovation et la piétonisation du cœur de ville sont des marqueurs forts de cette transformation.